# トロンボモジュリン
トロンボモジュリン（英: Thrombomodulin (TM)）、CD141またはBDCA-3は、内皮細胞の表面に発現する内在性膜タンパク質であり、トロンビンと複合体を形成する。トロンボモジュリンと複合体を形成したトロンビンは、血液凝固活性を失う。また、トロンボモジュリンとトロンビンの複合体は、プロテインCを活性化プロテインC（APC）へ変換する。APCは抗血液凝固作用をもつ。

## 機能
トロンボモジュリンは、トロンビンと1:1で複合体を形成し、プロテインCを活性化する。これにより、抗血液凝固作用をもたらす。

## 相互作用
トロンボモジュリンはトロンビンと相互作用することが示されている。